# 선덕중학교
선덕중학교(宣德中學校)는 대한민국 서울특별시 도봉구 쌍문동에 있는 사립 중학교이다.

## 학교 연혁
- 1975년 3월 4일 : 도봉구 우이동 103번지에서 신경여자중학교 개교(8학급) 560명
- 1979년 1월 31일 : 선덕중학교 개교(10학급) 700명 (초대 김현태 교장 취임)
- 1985년 2월 28일 : 본 학원 내 신경여자중학교와 합병, 신경여자중학교는 1975년 3월 4일 560명 입학으로 개교하여 초대 이윤원 교장, 2대 주봉노 교장, 3대 김태원 교장까지 8회에 걸쳐 6,768명의 졸업생을 배출하고 선덕중학교와 합병함
- 1990년 5월 1일 : 도봉구 쌍문동 263번지로 학교 이전
- 2001년 6월 11일 : 학교 식당 개관
- 2009년 5월 13일 : 학교법인 선덕학원에서 학교법인 세그루학원으로 변경
- 2021년 9월 1일 : 제13대 정태정 교장 취임
- 2023년 2월 7일 : 선덕중학교 제42회 245명 졸업(총 21,431명 배출)
- 2023년 3월 2일 : 신입생 214명 9학급(남 129명, 여 85명) 입학

## 참고 자료
- 선덕중학교 - 한국교육학술정보원 학교알리미